# Hardwell On Air
Hardwell On Air (abgekürzt HOA, englisch etwa „Hardwell auf Sendung“) ist eine Radiosendung, die vom niederländischen DJ und Produzenten Hardwell gehostet wurde. Vom 4. März 2011 bis zum 15. Januar 2021 wurde die Sendung freitags von 23:00 Uhr bis 00:00 Uhr auf seinem offiziellen YouTube- und Facebook-Profil im Livestream übertragen. Auch eine Reihe an Internet- und UKW-Radiosendern strahlen den Podcast in ihrem Programm aus. In der Sendung präsentiert er in einem einstündigen Set neue Produktionen aus laut eigener Aussage den Bereichen der Electro- und Progressive- und Tech-House. Seit geraumer Zeit werden die Episoden mit einem Hardstyle-Track beendet und auch während der Sets gibt es Abweichungen der Genres. Alle Folgen werden auf iTunes in der Kategorie „Podcasts“ zum Free-Download angeboten.
Folge 500 wurde am 15. Januar 2021 ausgestrahlt. Nach einer Pause von 1022 Tagen ferierte die Show am 3. November 2023 ihr Comeback. Neue Folgen werden nicht mehr wöchentlich, sondern einmal monatlich veröffentlicht.

## Konzept

### 2011–2021 (Folge 1–500)
Die Sets haben eine Länge von einer Stunde und werden mit einem Einspieler eingeleitet. Dieser besteht aus einer verzerrten Stimme, die jede Folge mit einer gleichen Wortabfolge einfädelt: „Are we on Air? Welcome to the soundtrack of your nightlife. One hour of the present and future. Tune in, to Hardwell on air“. Der Soundtrack des Intros besteht aus dem Lied Encoded von Hardwell selber aus dem Jahr 2011. Daraufhin ist ein folgenbezogenes Statement von Hardwell zu hören. In der Regel folgt auf dieses ein oder mehrere ruhigere Lieder. In jeder Folge werden folgende Kategorien abgearbeitet:
- Hardwell Exclusive: Ein oder mehrere Lieder, die über „Revealed Recordings“ erscheinen und/oder von Hardwell selber produziert wurden.
- Track of the Week: Ein neu erschienener Song, der durch qualitative Hochwertigkeit und/oder andere Faktoren überzeugt.
- Demo of the Week: Ein Demotrack, der Hardwell oder dem Label zukommen gelassen wurde.

Nachdem die unterschiedlichen Kategorien abgehandelt wurden, wird zum Finale der Musikstil meist in Hardstyle oder Future-Bass abgeändert, woraufhin die Folge von Hardwell abmoderiert wird. Bei zahlreichen Liedern, wird vorab ein Shout beziehungsweise ein Tag hinzugefügt, der auf den Podcast verweist, um vor Verwendung jener Lieder vor Release zu schützen. In dieser Hinsicht kam es beispielsweise Anfang 2017 zu Aufruhr, als ein Video ins Internet gelangte, auf dem zu sehen war, wie ein koreanisches DJ-Duo Jewelz & Sparks’ Grande Opera spielte und während des Breaks eine Lied-Vorstellung von Hardwell sowie vor dem Drop ein „Hardwell-On-Air“-Shout ertönt. Dies deutete entsprechend darauf hin, dass das Duo den Track aus dem Podcast mitschnitt und nicht auf legalem Wege erhielt. Als Running Gag spielte das Duo den Track seither mitsamt dem Tag.

### 2023-heute (Folge 501- )
Mit dem Comeback und der monatlichen Ausstrahlung neuer Folgen gibt es ein neues Intro. Auch erscheint die Sendung in neuem Design. Als neue Rubrik gibt es „DJ on the phone“, wobei der Host Hardwell andere DJs/Produzenten zu einem kurzen Interview zuschaltet. Wie vor der Pause auch gibt es wird in jeder Folge eine Demo eines aufstrebenden Künstlers gespielt („Demo of the month“). Demos können über die Homepage von Revealed Recordings eingereicht werden.

## Besondere Folgen

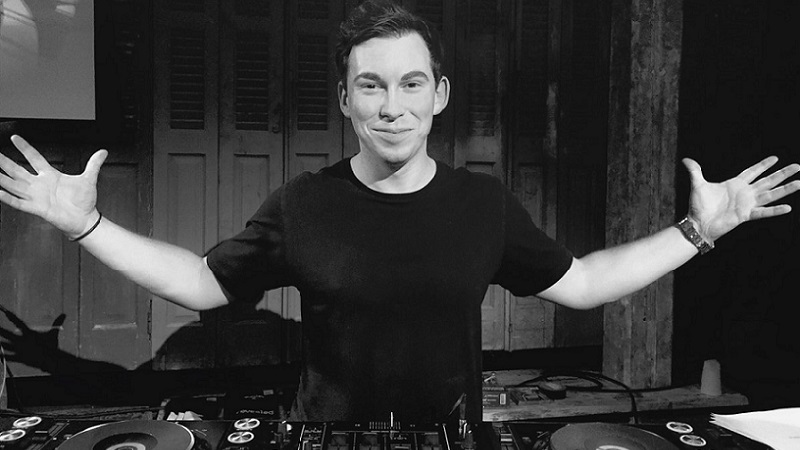
Hardwell während der 300. Episode, welche live ausgetragen wurde.

Während der mittlerweile über 300 Folgen gab es mehrere Special-Folgen, bei denen beispielsweise die Veröffentlichung eines Tonträgers gefeiert wurde oder Gastparts anderer DJs Teil des Sets sind. Im Folgenden ist eine Auswahl an Special-Episoden zu finden:
- #076: Da die Nummerierung dieser Folge mit der Postleitzahl seiner Heimatstadt Breda übereinstimmt, spielte er in dieser nur Lieder von Produzenten aus Breda, unter anderem von Tiësto, R3hab und W&W.
- #100: In der 100sten Folge wurde das Design überarbeitet.
- #114: Die Folge stimmte mit einem Teil seines „I-Am-Hardwell-World-Tour-Kick-Off“-Konzertes überein.
- #200: In dieser wurde das Design des Podcasts ein zweites Mal neu ausgerichtet.
- #201: Diese Episode wurde genutzt, um sein Debüt-Album United We Are vorzustellen. Die Titelliste bestand aus allen Liedern, die auf dem Album zu finden waren.
- #244: Die Episode stellte die Remix-Version von United We Are dar.
- #300: Die Folge wurde live ausgetragen. Neben dem Set, bei dem Jay Hardway, Blasterjaxx, Kill The Buzz, Don Diablo, Wiwek und Suyano als Gäste zu hören waren, gab es Interviews mit diesen und weiteren Musikern.
- #301: Das Design erfuhr eine dritte Erneuerung.
- #350: Live-Übertragung aus dem Studio von A State Of Trance. Vorstellung der Hardwell & Friends EP Vol. 3 mit Interviews und Livesets der Mitwirkenden wie Jewelz & Sparks, Kura, Sick Individuals und Dr Phunk.
- #500: Diese ist Folge vor der Pause und enthält besonders viel bis dahin unveröffentlichte Musik.
- #501: Diese Folge ist die erste Folge nach der Pause. Die Folge erschien in neuem Design.

## Sender
- Radio FG Belgique, Antwerpen, Belgien
- Rádio Energia 97 FM, São Paulo, Brasilien
- Alpha Radio, Warna, Bulgarien
- ICRT, Taipeh, China
- Kick FM, Gelsenkirchen, Deutschland
- sunshine live, Mannheim, Deutschland
- DJ FM, Toronto, Kanada
- Dix FM, Bogotá, Kolumbien
- Slam!, Hilversum, Niederlande
- Radio 538, Hilversum, Niederlande
- Dolfijn FM, Willemstad, Niederlande
- UP FM, Manukau City, Neuseeland
- Mega Hits, Lissabon, Portugal
- Радио Рекорд, Sankt Petersburg, Russland
- Radio Ambrosio, Linares, Spanien
- Radio One Mallorca, Palma de Mallorca, Spanien
- Kiss 91.75 FM, Pattaya, Thailand
- Electric Area, Washington, D.C., USA

Quelle:

## Auszeichnungen und Nominierungen
| Jahr | Auszeichnungen | Kategorie                        | Ergebnis  | Quelle |
| ---- | -------------- | -------------------------------- | --------- | ------ |
| 2013 | IDMA           | Best Podcast                     | Nominiert | [ 7 ]  |
| 2014 | IDMA           | Best Podcast or Radio Mixshow DJ | Nominiert | [ 8 ]  |
| 2015 | IDMA           | Best Podcast or Radio Mixshow DJ | Gewonnen  | [ 9 ]  |
| 2016 | IDMA           | Best Podcast or Radio Mixshow DJ | Gewonnen  | [ 10 ] |